# Johan Frederik 1. af Sachsen
Johan Frederik 1. af Sachsen (tysk: Johann Friedrich I; født 30. juni 1503 i Torgau i Sachsen (Tyskland), død 3. marts 1554 i Weimar), også kaldet Johan den Storsindede og Sankt Johan den Standhaftige af lutheranere, var kurfyrste af Sachsen og leder af det schmalkaldiske forbund (den protestantiske føderation i Tyskland).
Under den schmalkaldiske krig i 1546 drog han med sin hær mod syd, men da hans fætter hertug Moritz invaderede hans land, måtte han vende om. Det lykkedes for Johan Frederik at generobre størstedelen af sit land og tvinge Moritz væk. Mens han var optaget af dette, førte kejser Karl 5. en hær mod nord, og i slaget ved Mühlberg blev Johans hær splittet. Selv blev han ramt i hovedet og fik et markant ar, og han blev taget til fange af Karl. 
Karl dømte Johan Frederik til døden for sin oprørskhed, men han ønskede ikke at spilde tid i belejringen af Wittenberg, der blev forsvaret af Sibylle, kurfyrstens hustru, og han valgte i stedet at forhandle med Johan Frederik. Af hensyn til sin familie og for at undgå at blive henrettet accepterede Johan Frederik at overgive Wittenberg. Desuden måtte han acceptere at overgive regeringen af Sachsen til Moritz, og disse indrømmelser medførte, at Karl ændrede hans dom til livsvarig fængsel. 
Det var i sin tid i fængslet, at han opnåede sine tilnavne, da han nægtede at afsværge sin lutheranske tro, og han blev løsladt 1. september 1552, da Moritz havde sat sig op mod kejseren. Hans hjemtog blev en triumf, og han flyttede sin regering til Weimar. Han døde dog få år efter sin løsladelse. 